# St. Martin (Siciny)

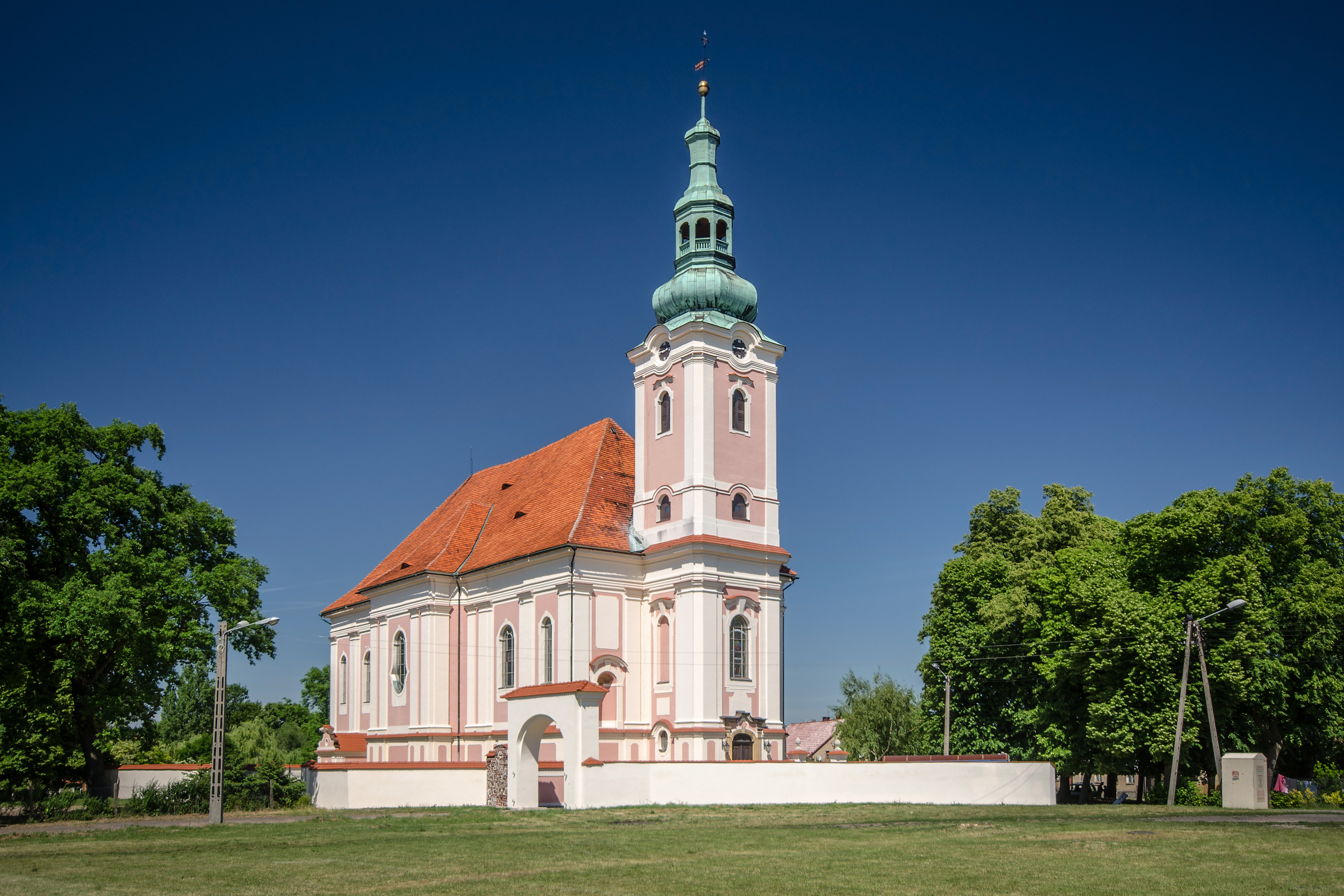
Vorderansicht mit Kirchturm

Die katholische Pfarrkirche St. Martin ist eine herausragende Barockkirche, die auf Betreiben des Zisterzienserklosters Leubus von 1736 bis 1740 in dem niederschlesischen Dorf Seitsch (heute polonisiert Siciny) errichtet wurde.
Die Stiftung durch Leubus erklärt die wertvolle künstlerische Gestaltung der Seitscher „Dorfkirche“, denn das Kloster Leubus beauftragte hier seine erfahrenen Künstler – für die es im 18. Jahrhundert bekannt war.

## Geschichte

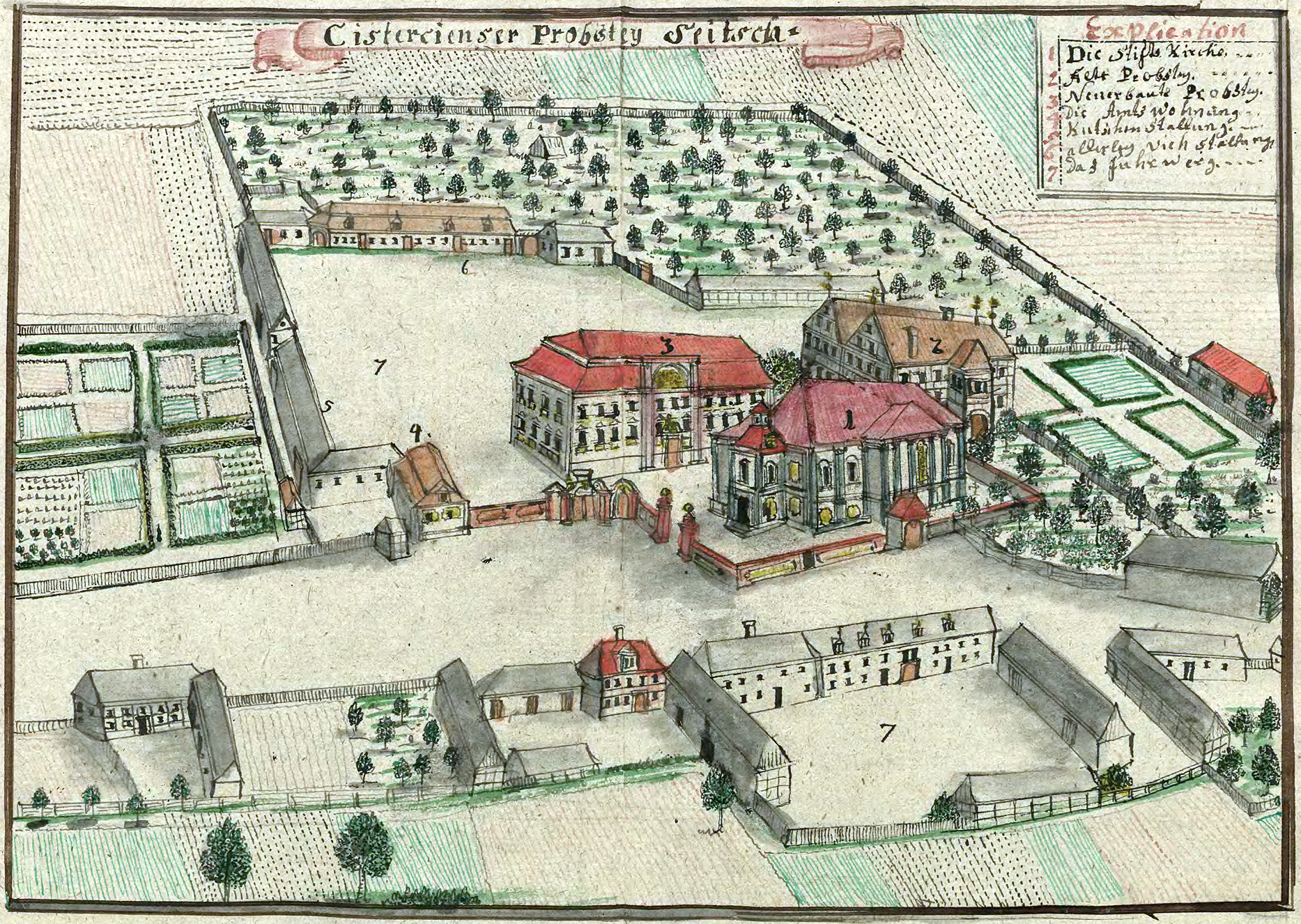
Die Cistercienser Probstey in Seitsch nach F.B. Werner vor 1774 – Die Pfarrkirche verfügt noch über keinen Glockenturm

Die Kirche in Seitsch wurde 1289 erstmals erwähnt. Die Grundsteinlegung für den heutigen Bau erfolgte am 10. April 1736 auf Betreiben des Leubuser Abtes Constantin Beyer, der bei der Grundsteinlegung anwesend war.
Der Kernbau wurde 1736–1740 von Martin Frantz und seinem Sohn Karl Martin Frantz entworfen und senkrecht zum Vorgängerbau ausgeführt, welcher gleichzeitig abgerissen wurde. Als Vorbild für die Konzeption der Kirche sind Bauten Kilian Ignaz Dientzenhofers zu sehen. 1774 wurde das schlichte Äußere durch einen Frontturm mit Barockhaube des Baumeisters Johannes Thaddäus Storch ergänzt. Am 6. Juni 1776 erfolgte die Weihe der Kirche.
Die Martinskirche wurde am 30. Juni 1961 unter A/1107/897 in das Verzeichnis der Baudenkmäler der Woiwodschaft Niederschlesien als Denkmal der Klasse „0“, der damals höchsten Denkmalkategorie in Polen, eingetragen. Zum 11. Mai 2009 folgte die Eintragung der umgebenden Friedhofsmauer mit Kreuzwegnischen, die ebenfalls aus dem 18. Jahrhundert stammt.
Die letzte Renovierung der Kirche erfolgte 1969, weshalb das Äußere ab 1999 schrittweise saniert wurde und eine neue Farbfassung erhielt.

## Architektur und Ausstattung

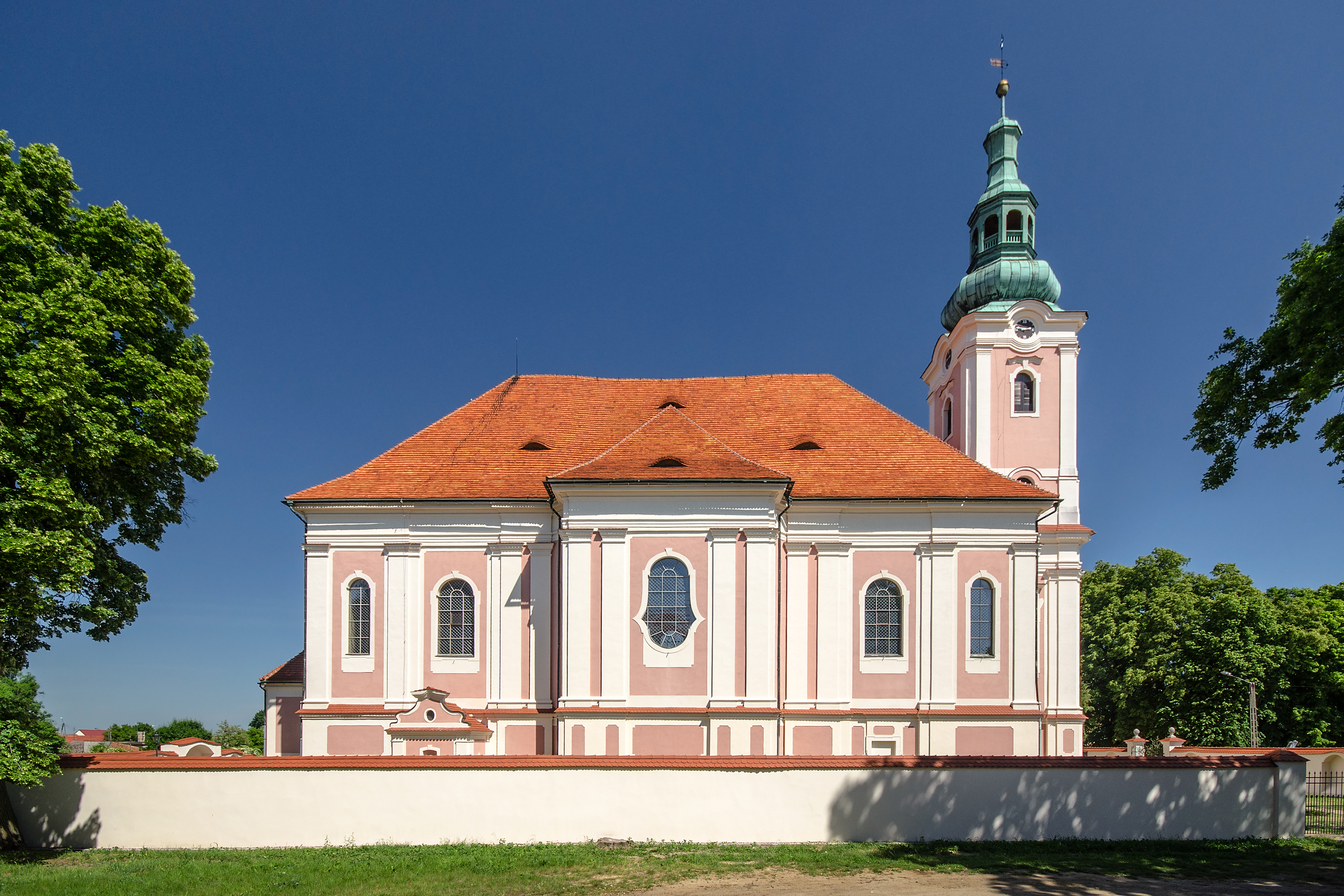
Seitenansicht

Das schlichte, rechtwinklige Äußere der Kirche wird durch toskanische Pilaster und halbrund abgeschlossene Fenster gegliedert und birgt einen reichen Innenraum. Die Fassaden wurden durch die kräftige Farbgebung der jüngsten Sanierung belebt.
Der Grundriss der Kirche baut sich auf einem zentralen, quadratischen Joch auf, das querschiffartig verbreitert ist und von zwei kleineren Jochen flankiert wird, die wiederum mit der Orgelempore (Westen) und der Apsis (Osten) abschließen. An diese Anlage sind symmetrisch der Westturm und die Sakristei angefügt. Die zentrale Bedeutung des Mitteljoches wird durch ein überhöhtes Segelgewölbe betont – eine Wirkung, die durch die Seitenaltar- und darüberliegende Emporennischen verstärkt wird, die in die vier Gewölbepfeiler eingelassen sind und das Mitteljoch als Zentralraum einfassen. Die folgenden Joche haben böhmische Kappengewölbe und werden jeweils von Seitenkapellen flankiert, die mit den fortgeführten Emporen und den darunter befindlichen Kapellen einen zweistöckigen Aufbau haben.
Die Trompe-l’œil-Malereien der Gewölbe schufen Ignaz Axter und Johann Anton Felder – Werkstattmitarbeiter Christian Philipp Bentums – die wiederum ihren Höhepunkt im Mitteljoch in der Darstellung des Triumphes der katholischen Kirche erreichen. In der Turmvorhalle illustrieren die Gewölbefresken die Stiftung der Kirche durch Heinrich III. mit einer Darstellung der mittelalterlichen Vorgängerbauten der Kirche und Propstei. Die einheitliche Ausstattung im Barock- und Rokokostil stammt aus der Erbauungszeit der Kirche. Die Stuckarbeiten an den Altären und der Kanzel sind ein Werk Franz Joseph Mangoldts. Das Hauptaltarblatt mit der Darstellung des Traumes des heiligen Martin stammt von Christian Philipp Bentum, das Gemälde Mariä Himmelfahrt im oberen Altaraufbau ist ein Werk Michael Willmanns.
Die heutige Orgel mit ihrem klassizistischen Prospekt ist ein Werk der Gebr. Walther, Guhrau von 1860. Sie verfügt über 2 Manuale, 18 Register und eine mechanische Traktur.
Koordinaten: 51° 43′ 35,7″ N, 16° 25′ 33″ O